# Korn (dokumentarfilm fra 1974)
 For alternative betydninger, se Korn (flertydig). (Se også artikler, som begynder med Korn)
Korn er en dansk naturfilm fra 1974 instrueret af Tue Ritzau efter eget manuskript.

## Handling
En billed- og musikkomposition med kornsorterne rug, havre, hvede og byg som motiv.